# Белоусов, Пётр Фёдорович
Пётр Фёдорович Белоусов (1906, с. Коноваловка, Кокчетавский уезд, Акмолинская область, Российская империя — 1950, с. Осиновка, Андреевский район, Талды-Курганская область, Казахская ССР, СССР) — колхозник, Герой Социалистического Труда (1948).

## Биография
Родился в 1906 году в селе Коноваловка Кокчетавского уезда Акмолинской области (ныне — Район Шал Акына, Северо-Казахстанская область, Казахстан).
В 1914 году семья Петра Белоусова переехала в Семиреченскую область.
С 1930 года работал в колхозе «Победа» Андреевского района Талды-Курганской области. С 1932 года стал звеньевым и с 1942 года по 1950 год был бригадиром полеводческой бригады.
В 1946 году полеводческая бригада, руководимая Петром Белоусовым, собрала 15,4 центнеров пшеницы с гектара посеянной площади. В 1947 году полеводческая бригада собрала 32 центнеров пшеницы с 18 гектаров, за что он была удостоена звания Героя Социалистического Труда.
Жил в селе Осиновка Андреевского района Талды-Курганской области. Умер в 1950 году.

## Награды
- Герой Социалистического Труда — Указом Президиума Верховного Совета от 28 марта 1948 года;
- Орден Ленина (1948).

## Источник
- Герои Социалистического труда по полеводству Казахской ССР. — Алма-Ата, 1950. — 412 с.